# Villa Sainte-Hélène
La villa Sainte-Hélène est un édifice du XIXe siècle, construit pour Charles James Irwin Grant, sixième baron de Longueuil. 
Elle est située au 27 et 29, avenue Norman-Prince, dans la commune de Pau, dans le département français des Pyrénées-Atlantiques en région Nouvelle-Aquitaine.
C’est aujourd’hui et depuis 1952, la résidence officielle du préfet des Pyrénées-Atlantiques. Son hôte actuel est Jean-Marie Girier, préfet des Pyrénées-Atlantiques depuis le 6 novembre 2024.

## Histoire
La villa est construite pour Charles James Irwin Grant (1815-1879) entre 1868 et 1872, durant l’âge d’or de la ville de Pau, où celle-ci accueille anglais et américains, venus chercher le bon air des Pyrénées.
Issu d’une famille d’aristocrates québécois d’origine française, le sixième baron de Longueuil est né le 1er avril 1815 à Montréal. Il reste vivre à Pau jusqu’à son décès survenu dans la propriété 26 février 1879.
Son fils, Charles Colmore Grant hérite fugacement de la propriété. Celui-ci meurs en 1898, laissant son héritage à son demi-frère, Reginald Charles d’Iberville de Sainte-Hélène, huitième baron de Longueuil. Celui-ci donnera son nom à la villa et finit par la vendre en 1921 à Frederic Prince, issu d’une riche famille d’industriels américains, originaires de Chicago, qui en fait une résidence de vacances.
Son fils, Norman Prince, héros militaire et fondateur de l’escadrille La Fayette, disparu au cours de la Première Guerre mondiale donnera son nom à l’avenue passant devant la propriété.
La famille Prince vend l’ensemble de la propriété à l’État via le département des Pyrénées-Atlantiques en 1952, et y inclut deux conditions :  La propriété doit être maintenue en bon état et le portrait de Norman Prince, réalisé en 1917 sur demande de sa mère, doit également rester en place dans le vaste hall de la villa.

## Architecture
La villa prend place au sein d’un vaste terrain de 2ha, contre 7ha du temps de la famille Prince, constituant encore aujourd’hui l’un des plus grands parcs privés de la ville de Pau. Le bâtiment principal, de plan rectangulaire, mesurant environ quarante mètres de long par quinze de large, ce développe sur quatre niveaux, dont un sous combles. L'ensemble de l'édifice est assis sur soubassement accueillant un niveau semi-enterré abritant les anciennes offices et cuisines. L'entrée ce fait au Nord via une volée de marches abritée par un large vestibule entièrement vitré. 
Au rez-de-chaussée, se trouvent les pièces de réceptions et, attenant au grand hall d’entrée, se trouve le grand salon, aux boiseries et peintures en grisaille d’inspiration XVIIIe siècle. Dans les étages, se trouvent entre autres, les appartements du préfet. 
Le parc accueille également, outre les deux pavillons d’entrée, un manège à chevaux et ses écuries. Le domaine disposait également d’une grande serre d’agrément, aujourd’hui remontée dans le parc zoologique d’Asson. 

## XXIesiècle
La villa constitue toujours la résidence du préfet des Pyrénées-Atlantiques, propriété privée, elle se visite à l’occasion des journées européennes du patrimoine.

## Protection
Elle est inscrite aux monuments historiques par arrêté du 15 octobre 2002 pour l’ensemble du domaine incluant la villa, le parc et son portail, le mur d’enceinte, les deux pavillons d’entrée dont l’un accueille la maison du gardien, ainsi que le manège et ses écuries.